# Drunk Groove
Drunk Groove è un singolo della cantante ucraina Maruv e del chitarrista e DJ ucraino Boosin, pubblicato il 29 dicembre 2017 come primo estratto dal primo album in studio di Maruv Black Water.
È stato riconosciuto con due YUNA.

## Video musicale
Il video, diretto da Serhij Vejn, è stato reso disponibile il 2 marzo 2018 attraverso il canale YouTube di Maruv.

## Tracce
Testi di Hanna Borisovna Popeljuch e Mychajlo Busin.
Download digitale, streaming
1. Drunk Groove – 3:46

Download digitale, streaming – Remixes Pt. 1
1. Drunk Groove (Kolya Funk & Mephisto Remix) – 2:54
2. Drunk Groove (Kolya Funk & Mephisto Extended Mix) – 3:42
3. Drunk Groove (Mike Tsoff & German Avny Remix) – 3:03
4. Drunk Groove (Mike Tsoff & German Avny Extended Mix) – 4:36
5. Drunk Groove (Rocket Fun & Leo Johns Remix) – 3:03
6. Drunk Groove (Rocket Fun & Leo Johns Extended Mix) – 4:10

Download digitale, streaming – Remixes Pt. 2
1. Drunk Groove (Johnny Beast Remix) – 3:34
2. Drunk Groove (Alex Spite Remix) – 4:34
3. Drunk Groove (Rodge Remix) – 3:34

Download digitale, streaming – Hajiang Remix
1. Maruv e Hajiang – Drunk Groove (Hajiang Remix) – 3:32

## Classifiche

### Classifiche settimanali
| Classifica (2018-25) | Posizione massima |
| -------------------- | ----------------- |
| Bulgaria             | 8                 |
| Kazakistan           | 186               |
| Lussemburgo          | 3                 |
| Moldavia             | 62                |
| Polonia              | 8                 |
| Russia               | 1                 |
| Ucraina              | 1                 |

### Classifiche di fine anno
| Classifica (2018) | Posizione |
| ----------------- | --------- |
| Bulgaria          | 9         |
| Polonia           | 50        |
| Russia            | 3         |
| Ucraina           | 10        |
| Classifica (2019) | Posizione |
| Ucraina           | 62        |
| Classifica (2020) | Posizione |
| Ucraina           | 74        |

### Classifiche di fine decennio
| Classifica (2010-19) | Posizione |
| -------------------- | --------- |
| Russia               | 125       |
| Ucraina              | 66        |

## Date di pubblicazione
| Paese  | Data             | Formato                      | Versione      | Etichetta     | Nota   |
| ------ | ---------------- | ---------------------------- | ------------- | ------------- | ------ |
| Mondo  | 29 dicembre 2017 | Download digitale, streaming | Originale     | Warner Russia | [ 16 ] |
| Mondo  | 6 aprile 2018    | Download digitale, streaming | Remixes Pt. 1 | Warner Russia | [ 17 ] |
| Mondo  | 25 maggio 2018   | Download digitale, streaming | Remixes Pt. 2 | Warner Russia | [ 18 ] |
| Italia | 29 maggio 2018   | Contemporary hit radio       | Originale     | Warner Italy  | [ 19 ] |
| Mondo  | 18 novembre 2021 | Download digitale, streaming | Hajiang Remix | Warner Russia | [ 20 ] |